# Окситоническое ударение
Окситони́ческое ударе́ние (от др.-греч. οξύτονος — окситон: ὀξύς — острый и τόνος — напряжение, ударение; также окситонное ударение, окситональное ударение; англ. oxytonic stress, ultimate stress) — тип словесного ударения, падающего в слове или акцентной группе на последний слог (иначе — ультиму). Слово с таким типом ударения называется оксито́ном, слог — оксито́нным слогом, постановка такого ударения — окситоне́зой. Язык с фиксированным ударением преимущественно на последнем слоге называется оксито́нным (англ. oxytonic language). Также окситонным, или окситоническим, принято называть ритм, при помощи которого центр интенсивности, длительности и других фонетических признаков помещается на конечные элементы высказывания (в противоположность баритоническому ритму).
В фонологии древнегреческого языка окситону с «острым», или акутовым, ударением (восходящим тоном) противопоставляется периспо́мен — слово с «облечённым», или циркумфлексным, ударением (нисходящим тоном), которое также ставится на последний слог. В славистике окситонированным называют акцентный тип, обобщающий окситонированные акцентные парадигмы (окситонезы) с постоянным ударением во всех словоформах на флексии (посткорневом элементе).

## Распространение
Языки с фиксированным ударением на последний слог, согласно данным Всемирного атласа языковых структур, распространены в мире намного менее широко, чем языки с фиксированным ударением на первый или предпоследний слоги. Одной из характерных черт распространения языков с ударением на последний слог является отсутствие таких ареалов, где бы эти языки концентрировались в наибольшей степени или численно преобладали над языками с фиксированным ударением других типов. Практически не встречаются языки с окситоническим ударением в Европе (исключая её периферийные области) и в Австралии. Из 502 языков, рассматриваемых во Всемирном атласе языковых структур, ударение на последний слог имеет 51 язык. Эти языки представлены:
- в периферийной части европейского ареала: тюркский башкирский; северокавказский цахурский и севернорусский диалект индоарийского цыганского языка[10];
- в азиатском ареале: семитский иврит; иранские персидский, дари и таджикский; дардский калами (гаври); тюркские якутский[11] и северный диалект узбекского языка; тунгусо-маньчжурский орочский; тибето-бирманский баум[англ.]; австроазиатские языки Индокитая кхаси, кхму, седанг, халанг[англ.], семелай, кхмерский; индонезийские ачехский, сикуле[англ.], лампунгский, балийский, кей[англ.], ираруту[англ.] и другие[10];
- в австралийском и океанийском ареале: трансновогвинейские папуасские ваги, нижний дани Великой долины[англ.], асмат, маринд и вери (кунимаипа)[англ.]; а также австралийский куньен[англ.][10].
- в африканском ареале: берберские тамазигхт и ташельхит, а также нило-сахарский багирми[10];
- в североамериканском ареале: эскимосский западный[англ.] гренландский; пенутийский прибрежно-цимшианский; юто-ацтекский тюбатулабаль; кочими-юманские марикопа, кокопа и квечан (юма), а также покомчи и киче семьи майя и яитепекский диалект сапотекского языка[англ.] горный чатино[10];
- в южноамериканском ареале: карибский макуши; аравакский ширьяна; канела-крао (тимбира) семьи же; изолированный трумай; южный намбиквара намбикварской семьи; чапакурский пакаасновос (вари), а также урубу-каапор, кайва и гуарани семьи тупи[10].

Окситоническое ударение характерно также для французского языка, в котором оно отмечается в изолированных словах и в потоке речи как тактовое ударение ритмической группы (словесного ударения в потоке речи во французском нет). Преимущественно на последний слог падает ударение также в турецком языке — словами-окситонами в нём являются лексемы тюркского корня и давно утвердившиеся заимствования.

## Связанные термины
Для типов фиксированного ударения на другие слоги в лингвистике используются термины инициальное ударение (на первый слог в слове), парокситоническое ударение (на предпоследний слог в слове), пропарокситоническое ударение (на третий слог от конца слова) и баритоническое ударение (на любой слог, кроме последнего).